# Rosenau (Königsberg)
Rosenau war ein Stadtteil von Königsberg (Preußen), südöstlich vom Haberberg und südlich von Mühlenhof gelegen.

## Name
Der Name geht auf die Prußen zurück und beschreibt eine feuchte Gegend: „rasa“ (Tau, Feuchtigkeit); „Rasyte“ (Göttin für das Wässern der Vegetation mit Morgentau).

## Geschichte
Rosenau wurde erst 1905 in Königsberg eingemeindet. Es war ein unbedeutendes Dorf, das erst nach dem Bau der Eisenbahnlinien nach Insterburg und Korschen der wachsenden Stadt als Wohnsiedlung diente. Geprägt war das Dorf durch Schrebergärten. Nordwestlich lagen der Sportplatz am Friedländer Tor und die Badeanstalt und der Schlachthof (Königsberg). Hugo Stinnes gründete die Ostpreußische Maschinengesellschaft m.b.H. und baute die Fabrik zum „Odinwerk“ in Rosenau aus, einer der größten Maschinenfabriken und Gießereien in den Ostgebieten des Deutschen Reiches.
Die Dorfkirche wurde nach 1914 erbaut und dient heute einer orthodoxen Gemeinde.